# Cinquante-deuxième circonscription de la Seine
La Cinquante-deuxième circonscription de la Seine est l'une des neuf circonscriptions législatives que compte le département français de la Seine, situé en région Île-de-France.

## Description géographique
La Cinquante-deuxième circonscription de la Seine était composée de :
- commune d'Arcueil
- commune de Cachan
- commune de Gentilly
- commune du Kremlin-Bicêtre
- commune de Villejuif[2]

## Description historique et politique

### Historique des députations[3]
| Législature | Début de mandat | Fin de mandat  | Député                          | Parti politique | Observations                                                                             |
| ----------- | --------------- | -------------- | ------------------------------- | --------------- | ---------------------------------------------------------------------------------------- |
| Ire         | 9 décembre 1958 | 9 octobre 1962 | Antoine Lacroix                 | SFIO            | Mandat écourté à la suite d'une dissolution parlementaire décidée par Charles de Gaulle. |
| IIe         | 6 décembre 1962 | 2 avril 1967   | Marie-Claude Vaillant-Couturier | PCF             |                                                                                          |

## Historique des élections

### Élections de 1958[3]
| Candidat       | Candidat                        | Parti          | Premier tour | Premier tour | Second tour | Second tour |  |
| Candidat       | Candidat                        | Parti          | Voix         | %            | Voix        | %           |  |
| -------------- | ------------------------------- | -------------- | ------------ | ------------ | ----------- | ----------- |  |
|                | Marie-Claude Vaillant-Couturier | PCF            | 21 550       | 40,64        | 23 969      | 45,84       |  |
|                | Antoine Lacroix élu             | SFIO           | 11 595       | 21,86        | 28 323      | 54,16       |  |
|                | Jacques Veyssière               | UNR            | 9 159        | 17,27        | Retrait     | Retrait     |  |
|                | André Maigne                    | MRP            | 6 140        | 11,58        | Retrait     | Retrait     |  |
|                | Pierre Doridam                  | UFD            | 1 983        | 3,74         |             |             |  |
|                | André Causse                    | Radsoc         | 1 835        | 3,46         |             |             |  |
|                | Roger Sauphar                   | UFF            | 771          | 1,45         |             |             |  |
|                |                                 |                |              |              |             |             |  |
| Inscrits       | Inscrits                        | Inscrits       | 66 204       | 100,00       | 66 202      | 100,00      |  |
| Abstentions    | Abstentions                     | Abstentions    | 11 956       | 18,06        | 12 469      | 18,83       |  |
| Votants        | Votants                         | Votants        | 54 248       | 81,94        | 53 733      | 81,17       |  |
| Blancs et nuls | Blancs et nuls                  | Blancs et nuls | 1 215        | 2,24         | 1 441       | 2,68        |  |
| Exprimés       | Exprimés                        | Exprimés       | 53 033       | 97,76        | 52 292      | 97,32       |  |

Le suppléant d'Antoine Lacroix était Jacques Carat, conseiller général, maire de Cachan.

### Élections de 1962[3]
|                | Marie-Claude Vaillant-Couturier élue | PCF            | 25 452 | 50,04  |  |  |  |
|                | Jean Bouvet                          | UNR-UDT        | 13 617 | 26,77  |  |  |  |
|                | Antoine Lacroix sortant              | SFIO           | 10 842 | 21,32  |  |  |  |
|                | Yves de Coatgoureden                 | UFF            | 950    | 1,87   |  |  |  |
|                |                                      |                |        |        |  |  |  |
| Inscrits       | Inscrits                             | Inscrits       | 68 898 | 100,00 |  |  |  |
| Abstentions    | Abstentions                          | Abstentions    | 17 015 | 24,7   |  |  |  |
| Votants        | Votants                              | Votants        | 51 883 | 75,3   |  |  |  |
| Blancs et nuls | Blancs et nuls                       | Blancs et nuls | 1 022  | 1,97   |  |  |  |
| Exprimés       | Exprimés                             | Exprimés       | 50 861 | 98,03  |  |  |  |

Le suppléant de Marie-Claude Vaillant-Couturier était Louis Dolly, chef-monteur électricien, conseiller général, maire de Villejuif.

### Élections partielles de 1963[3]
| | Marie-Claude Vaillant-Couturier sortante réélue | PCF            | 26 719 | 57,79  |  |  |  |
| | Jean Bouvet                                     | UNR-UDT        | 9 319  | 20,15  |  |  |  |
| | Antoine Lacroix                                 | SFIO           | 8 527  | 18,44  |  |  |  |
| | Jean Schneider                                  | MRP            | 1 080  | 2,34   |  |  |  |
| | Paul Griffon                                    | Divers         | 592    | 1,28   |  |  |  |
| |                                                 |                |        |        |  |  |  |
| Inscrits | Inscrits                                        | Inscrits       | 68 935 | 100,00 |  |  |  |
| Abstentions | Abstentions                                     | Abstentions    | 22 013 | 31,93  |  |  |  |
| Votants | Votants                                         | Votants        | 46 922 | 68,07  |  |  |  |
| Blancs et nuls | Blancs et nuls                                  | Blancs et nuls | 685    | 1,46   |  |  |  |
| Exprimés | Exprimés                                        | Exprimés       | 46 237 | 98,54  |  |  |  |
| Source : France, Ministère de l'intérieur. Les Elections législatives . Métropole., la Documentation française, 1963 (lire en ligne) |                                                 |                |        |        |  |  |  |